# Chi Cheo cheo
Chi Cheo cheo, tên khoa học Tragulus, là một chi động vật có vú trong họ Tragulidae, bộ Artiodactyla, gồm các loài được gọi là cheo cheo. Chi này được Brisson miêu tả năm 1762. Loài điển hình của chi này là Cervus javanicus Osbeck, 1765.

## Các loài
Chi này gồm các loài:
- Tragulus javanicus: Cheo cheo Java
- Tragulus kanchil: Cheo cheo Nam Dương
- Tragulus napu: Cheo cheo Napu
- Tragulus nigricans: Cheo cheo Philippine
- Tragulus versicolor: Cheo cheo Việt Nam
- Tragulus williamsoni: Cheo cheo Williamson

## Hình ảnh

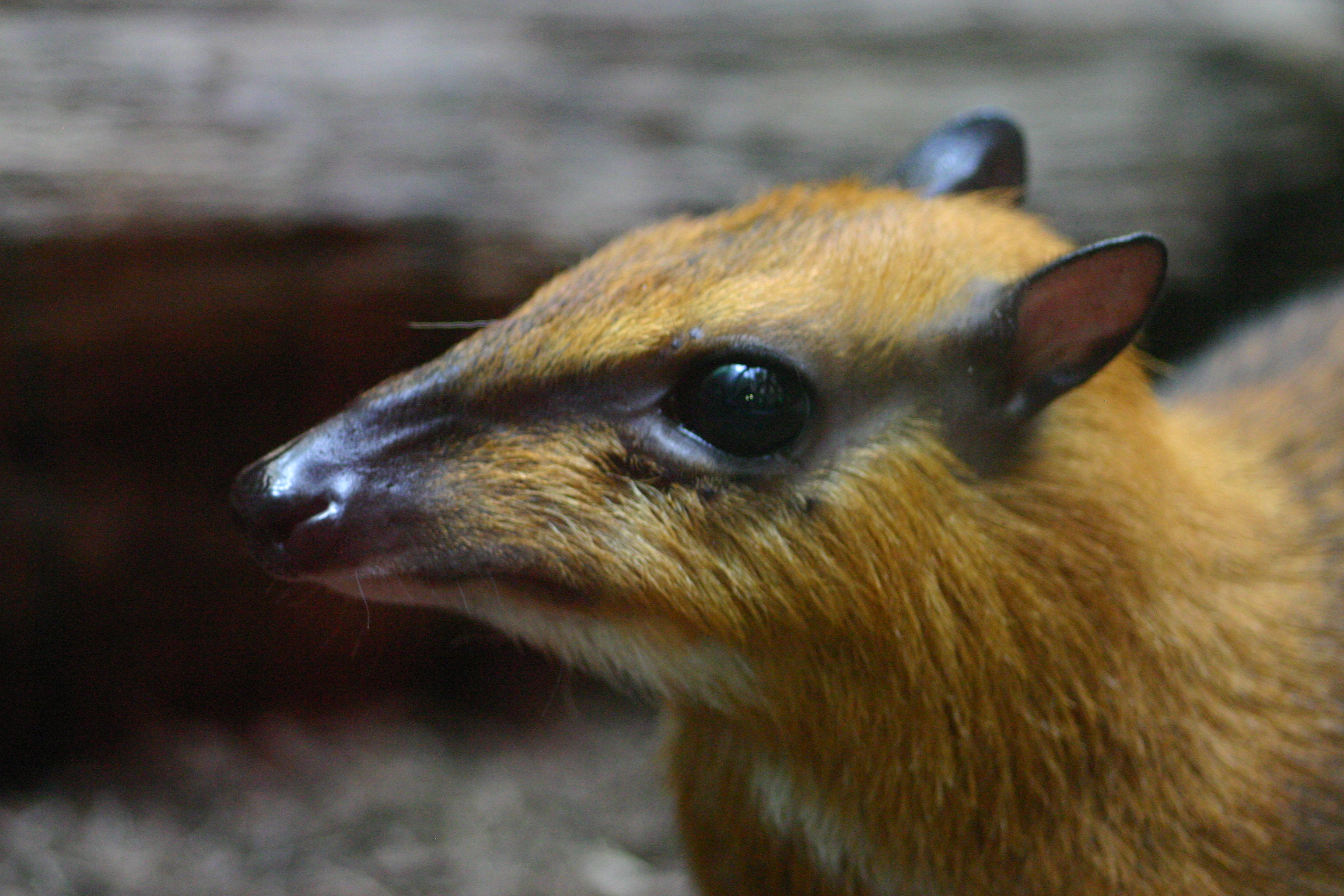
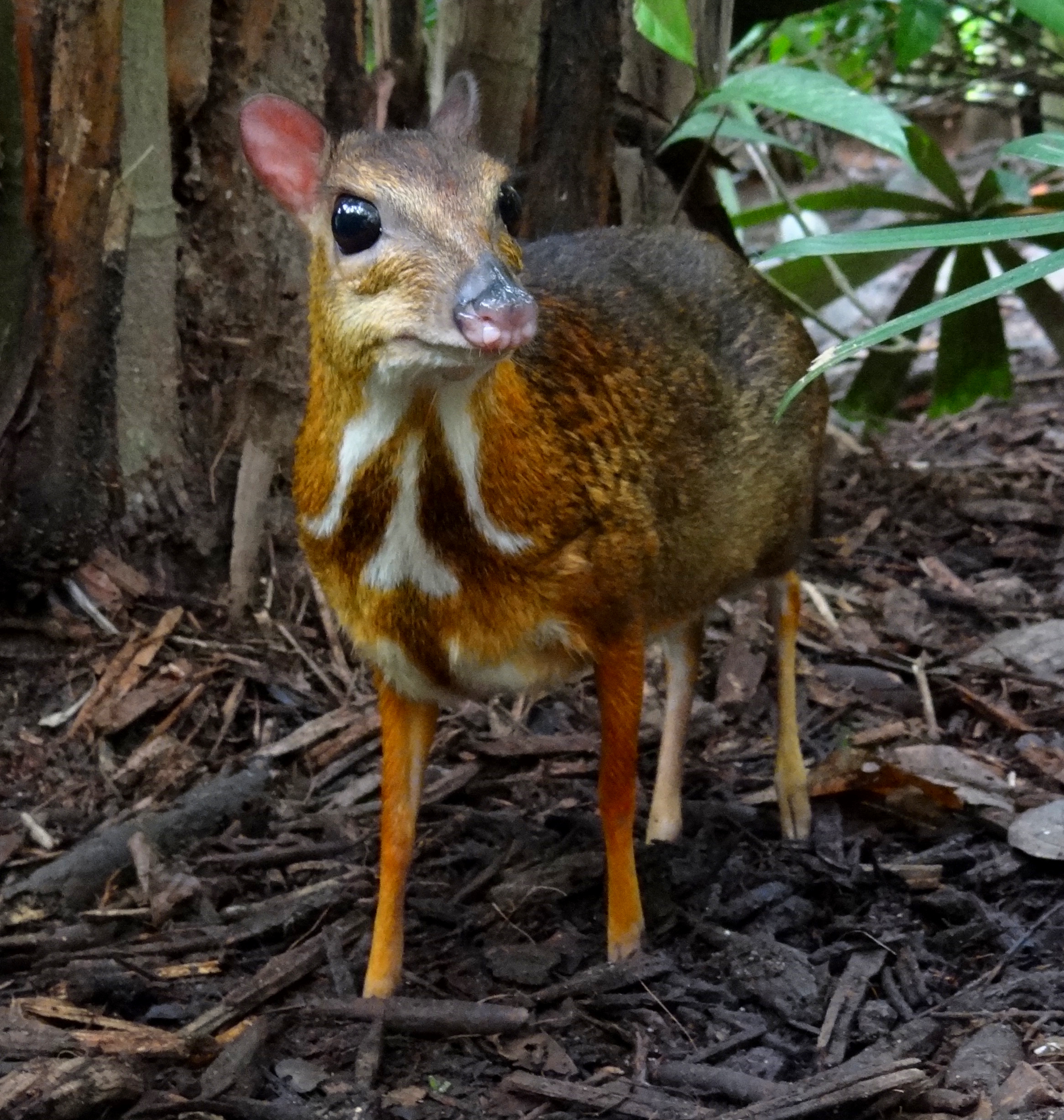